# Mike Mazurki
Mike Mazurki (nacido Mikhaił Mazurkiewicz; Ternópil, Galitzia, 25 de diciembre de 1907-Glendale, California; 9 de diciembre de 1990) fue un luchador profesional de lucha libre y actor  austriaco quien desarrolló su carrera en Estados Unidos trabajando en más de 100 películas. Su imponente presencia con 1,96 m de altura y su rostro intimidante le llevaron a interpretar sobre todo papeles de tío duro, matón, rudo guardaespaldas o gánster.

## Vida y carrera
Mazurki nació en  Ternópil, Galitzia austrohúngara y actualmente perteneciente a Ucrania. A los seis años emigró con su familia a los Estados Unidos asentándose junto a su madre en Cohoes (Nueva York), en unos antiguos molinos adaptados como viviendas. Asistió al instituto Lasalle en Troy y más tarde, en 1930, se graduó en una licenciatura de bellas artes en el Manhattan College. Practicó a nivel profesional tres deportes, principalmente lucha libre, pero también fútbol americano y baloncesto.
Mazurki fue descubierto por Josef von Sternberg quien le dio un pequeño papel en The Shanghai Gesture de 1941 y que significó el comienzo de una larga carrera en cine y televisión. Quizás su papel más memorable fue el de la película de cine negro Murder, My Sweet, donde interpreta a un matón torpe y algo corto de entendederas llamado Moose Malloy.
También es recordado por interpretar al asesino navajero, Splitface (caracortada) en la película original de 1945 Dick Tracy. Y sin duda, uno de sus más conocidos trabajados es el de secuaz de George Raft en el clásico de Billy Wilder Con faldas y a lo loco de 1959.
Continuó practicando la lucha libre durante su carrera como actor y su peculiar modo de hablar y tono de voz eran debidos a una lesión en su nuez provocada durante uno de los combates.
Mazurki hizo numerosas apariciones como artista invitado en series de televisión tan conocidas como Bonanza, Los Intocables, Gunsmoke, Perry Mason, Daniel Boone o La isla de Gilligan, por nombrar solo unos pocos ejemplos.
Además, protagonizó el videoclip de Rod Stewart, Infatuation interpretando a un guardaespaldas que protegía a una dama de las garras de un acosador (Stewart). Finalmente, el guardaespaldas triunfa logrando que Stewart se aleje de la dama. Mazurki declaró que él se encontró con más gente famosa haciendo este vídeo que en toda su carrera de cine y televisión juntas.
Fue cofundador y primer presidente en 1965 del Cauliflower Alley Club, una asociación de luchadores profesionales. Una fotografía de su oreja de coliflor es el emblema de la organización. En 2005 le fue concedido el premio de la Professional Wrestling Hall of Fame and Museum a título póstumo.

## Filmografía
| - The Shanghai Gesture (1941) - Behind the Rising Sun (1943) - Bomber's Moon (1943) - El fantasma de Canterville (1944) - Murder, My Sweet (1944) - The Princess and the Pirate (1944) - Dick Tracy (1945) - The Thin Man Goes Home (1945) - Abbott and Costello in Hollywood - Klondike Pete (1945) - Dakota (1945) - The Horn Blows at Midnight (1945) - The Spanish Main (1945) - Live Wires (1946) - The French Key (1946) - Simbad, el marino (1947) - Unconquered - Bone (1947) - Nightmare Alley (El callejón de las almas perdidas) (1947) - I Walk Alone (1948) - Rope of Sand (1949) - Come to the Stable (1949) - The Devil's Henchman (1949) - Sansón y Dalila (1949) - Night and the City (1950) - Dark City (1950) - Ten Tall Men (1951) - My Favorite Spy (1951) - New York Confidential (1955) - New Orleans Uncensored (1955) - Blood Alley (1955) | - Kismet (1955) - Davy Crockett, King of the Wild Frontier (1955) - Davy Crockett and the River Pirates (1956) - Comanche (1956) - Man in the Vault (1956) - La vuelta al mundo en ochenta días (1956) - Con faldas y a lo loco (1959) - Alias Jesse James (1959) - Pocketful of Miracles (1961) - Zotz! (1962) - Five Weeks in a Balloon (1962) - Donovan's Reef (1963) - Cuatro tíos de Texas (1963) - It's a Mad, Mad, Mad, Mad World (1963) - Cheyenne Autumn (1964) - 7 Women (1966) - The Adventures of Bullwhip Griffin (1967) - Centerfold Girls (1974) - Challenge to Be Free (1975) - Won Ton Ton, the Dog Who Saved Hollywood (1976) - The Magic of Lassie (1978) - The One Man Jury (1978) - Gas Pump Girls (1979) - La bestia bajo el asfalto (1980) - The Man with Bogart's Face (1980) - Amazon Women on the Moon (1987) - Dick Tracy (1990) - Mob Boss (1990) |